# Urge Overkill
Gli Urge Overkill sono una band alternative rock formatasi a Chicago e composta da Nathan "Nash Kato" Kaatrud (voce/chitarra) ed Eddie "King" Roeser (voce/chitarra/basso).
Uno dei loro maggiori successi è la cover della canzone Girl, You'll Be a Woman Soon di Neil Diamond, che divenne una hit dopo essere stata inserita nella colonna sonora del film Pulp Fiction di Quentin Tarantino.

## Storia
Kaatrud e Roeser si incontrarono al college. Formarono gli Urge Overkill (prendendo il nome da una canzone dei Parliament) a Chicago nel 1986, con il batterista Patrick Byrne, e realizzarono un EP, Strange, I..., con etichetta 'Ruthless Records' prodotto dal compagno di camera al college di Kaatrud, Steve Albini. Seguì presto un nuovo album, Jesus Urge Superstar, prodotto sempre da Albini, con Kriss Bataille alla batteria. Questi due album mostravano un rock influenzato da altri gruppi di Chicago del periodo. L'album seguente, Americruiser, vide l'ingresso di Jack Watt come nuovo batterista, così come quello seguente, The Supersonic Storybook ed ebbero un cambiamento sonoro. Alla fine del tour di Nevermind dei Nirvana, gli Urge Overkill tornarono in studio per registrare un altro EP, Stull, nel 1992, che conteneva le tracce Girl, You'll Be a Woman Soon e Goodbye to Guyville e firmarono per una major, la DCG Records.
Nel 1993 uscì Saturation, il cui singolo Sister Havana, riscosse successo, mentre l'anno successivo il regista Quentin Tarantino usò la cover degli Urge Overkill di Girl, You'll Be a Woman Soon, nel film del 1994 Pulp Fiction, portando al successo anche il brano. Due anni dopo, uscì Exit the Dragon, basato sul titolo del film I tre dell'Operazione Drago (Enter the Dragon), il cui tour terminò prematuramente quando Rowan fu arrestato verso la fine dell'anno per trasporto illegale di sostanze stupefacenti. In seguito, Roeser abbandonò la band. Dopo aver inutilmente tentato di trovare un nuovo chitarrista, i restanti membri sciolsero la band.
Nel 2004 Kaatrud e Roeser riformarono la band senza Rowan, con il bassista Mike Hodgkiss, il tastierista Chris Frantisak ed il batterista Nate Arling dalla band dei Last Vegas. Nel 2011 uscì il sesto album Rock & Roll Submarine.

## Discografia
Album in studio
- 1989 -  Jesus Urge Superstar
- 1990 - Americruiser
- 1991 - The Supersonic Storybook
- 1993 - Saturation
- 1995 - Exit The Dragon
- 2011 - Rock & Roll Submarine
- 2022 - Oui

EP
- 1992 - Stull

Singoli
- 1986 - Strange, I...
- 1987 - Lineman 7"
- 1990 - Ticket To L.A. 7"
- 1991 - (Now That's) The Barclords 7"
- 1993 - Sister Havana
- 1993 - Dropout
- 1993 - Bottle Of Fur
- 1993 - Positive Bleeding
- 1994 - Girl, You'll Be A Woman Soon
- 1995 - The Break
- 1995 - View Of The Rain
- 1995 - Somebody Else's Body

Compilation
- 1993 - The Urge Overkill Story...Stay Tuned: 1988-1991
- 1994 - Pulp Fiction (colonna sonora)
- 1994 - No Alternative